# یانگی-تورموش
یانگی-تورموش (انگلیسی: Yangi-Turmush) یک شهرک در شهرستان داولکانوفسکی در استان باشقیرستان کشور روسیه است.